# Jiří Weil
Jiří Weil (Praskolesy, 1900. augusztus 6. – Prága, 1959. december 13.) zsidó származású cseh író volt, aki túlélte a holokausztot.

## Életrajza
Weil 1900. augusztus 6-án született Praskolesyben, egy Prágától mintegy 40 kilométerre fekvő faluban. Felső-középosztálybeli ortodox zsidó szülők második fiaként született. Weil 1919-ben érettségizett. Már diákként főleg verseket kezdett írni, de már ekkor elkezdte tervezni háromrészes regényét, a Město-t is, amelyet Jiří Wilde álnéven tervezett kiadni. Érettségi után felvételt nyert a prágai Károly Egyetemre, ahol a filozófia tanszékre került, emellett szláv filológiát és összehasonlító irodalmat is tanult. F. X. Šalda kedvenc tanítványa volt. Doktori disszertációját "Gogol és a 18. századi angol regény" címmel 1928-ban fejezte be.
1921-ben Weil csatlakozott az Ifjúkommunistákhoz, és vezető pozíciót szerzett a csoportban. Élénken érdeklődött az orosz irodalom és a szovjet kultúra iránt. Nagyjából ugyanebben az időben jelentek meg első cikkei a Szovjetunió kulturális életéről a "Rudé Právo" című újságban. Emellett a kortárs orosz irodalom egyik első cseh nyelvre fordítója lett, aki Borisz Paszternak, Vlagyimir Lugovszkoj és Marina Cvetajeva műveit juttatta el a cseh olvasókhoz. Ő volt az első, aki Vlagyimir Majakovszkij műveit cseh nyelvre fordította.
1922-ben Weil először utazott a Szovjetunióba egy ifjúsági küldöttséggel. A "Busta básníkova" című feuilletonjában írja meg a Szergej Jeszenyin költővel való szerencsétlen találkozását. Weil 1933 és 1935 között Moszkvában újságíróként és a marxista irodalom fordítójaként dolgozott a Komintern, a Szovjetunió Kommunista Pártja nemzetközi szárnyának kiadói osztályán. Ebben a minőségében segített lefordítani cseh nyelvre Vlagyimir Lenin "Állam és forradalom" című művét. Szergej Kirov 1934-es meggyilkolása után, amely a sztálini tisztogatások kezdetét jelentette, Weil ingatag talajra került Moszkvában és a kommunista pártban. Kizárták a kommunista pártból és Közép-Ázsiába száműzték. Kizárásának és az ezt követő közép-ázsiai deportálásának körülményeit soha nem tisztázták teljesen, de ezek az élmények fordulópontot jelentettek Weil számára. Ezekről Weil barátja, Jaroslava Vondráčková Mrazilo – tálo című szamizdat életrajzában olvashatunk.
1935-ben Weil visszatért Prágába, és kiadta a Moskva-hranice (1937) című regényét, amely a tisztogatásokról szól. A müncheni egyezmény bajt jelentett Európa zsidó lakossága számára, de Weil nem tudott Nagy-Britanniában élő rokonaihoz csatlakozni.
A náci megszállás alatt Weil a prágai Zsidó Múzeumban kapott munkát. 1942 novemberében behívták a terezíni (Theresienstadt) gettóba internálásra, de úgy döntött, hogy nem megy, hanem megrendezi saját halálát. A háború hátralévő részét különböző illegális lakásokban, több ismerősénél bujkálva élte túl, és még egy kórházban is elrejtőzött. A hatalmas megpróbáltatások ellenére Weil folytatta az írást.
A háború után Weil újra bekapcsolódott a kulturális életbe, 1946-tól 1948-ig az ELK szerkesztőjeként dolgozott. Kiadta Bárvy (Színek) című, az elesett bajtársaknak szóló lírai emlékkönyvét, Makanna otec divů című regényét, amely abban az évben elnyerte a csehszlovák könyvdíjat, valamint egy kis kötetet Julius Fučík visszaemlékezéseiből. 1948 után Weil elvesztette állását, a sajtót pedig államosították.
1949-től Weil munkásságának középpontjában zsidó témák állnak. Az 1949-ben minden felhajtás nélkül megjelent Život s hvězdou (Élet csillaggal) című könyve talán a legismertebb műve. Változó kritikai figyelmet kapott, de 1951-ben tűzvihar tört ki körülötte. A kritikusok "dekadensnek", "egzisztencialistának", "erősen szubjektívnek" és "egy gyáva kultúra termékének" kárhoztatták. Mind ideológiai, mind vallási szempontból élesen bírálták, és betiltották. A Zsidó Múzeumban folytatta munkáját, ahol jelentős szerepe volt a Terezínben készült gyermekrajzokból rendezett Soha nem láttam másik pillangót című kiállítás létrehozásában, valamint a nácik által meggyilkolt zsidó polgárok emlékművének létrehozásában a Pinkas-zsinagógában, amelyhez prózai verset írt Žalozpěv za 77 297 obětí címmel.
A Klement Gottwald halálát követő olvadáskor Weil újra felvételt nyert az Írószövetségbe. 1959-ben leukémiában bekövetkezett haláláig folyamatosan dolgozott.

## Öröksége
Az utóbbi években Weil "Csillag" című művét klasszikusnak tekintik. Philip Roth szerint (aki nagyrészt felelős volt azért, hogy Weil-t megismertette az amerikai olvasókkal) a könyv "kétségtelenül az egyik legkiválóbb regény, amelyet a zsidók nácik alatti sorsáról olvastam". Nem ismerek hozzá hasonlót". Michiko Kakutani hozzáteszi, hogy ez "az egyik legerősebb mű, amely a holokausztból született: ez egy heves és szükséges műalkotás". Siri Hustvedt pedig azt írta ; "Amikor megemlítem ezt a megdöbbentő regényt az embereknek, szinte mindig üres tekintettel fogadnak. Talán azért, mert a témája, Prága náci megszállása, komor. Nem tudom. Amit tudok, az az, hogy elolvastam a könyvet, amikor megjelent - (az angol fordítást 1989-ben adták ki, 40 évvel az első csehszlovákiai megjelenése után) -, és belémégett. A német, náci és zsidó szavak soha nem fordulnak elő. Ezekben a kihagyásokban nincs semmi szemérmes. Ezek nélkülözhetetlenek a regény hátborzongató közvetlenségéhez, egy olyan emberi történet sürgető elbeszéléséhez, amely sajátossága ellenére sem hajlandó a múltban elhelyezni magát.".
Az "Élet csillaggal" és a "Mendelssohn a tetőn" című műveken túl Weil szépirodalmi művei sajnálatosan alulreprezentáltak az angol nyelvű fordításokban. Jelen íráskor más regényeit még nem fordították le angolra, de a "Colors" című regénye a Michigan Slavic Publications kiadónál kapható.
Cseh nyelven csak a Život s hvězdou és a Na střeše je Mendelssohn, a Moskva-hranice és a Dřevená lžice című regényeket adták ki újra.
Jiří Weil születésének 110. évfordulója alkalmából a cseh zeneszerző és orgonaművész Irena Kosíková Makanna otec divů című regénye alapján írt "MAKANNA" című balettje koncertelőadásának volt bemutatója. A koncerten Jan Židlický narrátor, František Brikcius cseh csellista és a Talich Kamarazenekar közreműködött, amelyet Jan Talich mester vezényelt. A "Makanna" Sir Tom Stoppard és Václav Havel védnöksége alatt, Jiří Weil (1900-1959) születésének 110. évfordulója alkalmából, valamint a "Daniel Pearl Világzenei Napok" keretében került megrendezésre, és a Nemzeti Galéria, a prágai Zsidó Múzeum és Prága városa együttműködésével valósult meg.

## Művei
- Ruská revoluční literatura, 1924
- Kulturní práce sovětského Ruska, 1924
- Češi stavějí v zemi pětiletek, 1937
- Moskva-hranice, 1937 (Dokumentumregény, amelynek főszereplője egy tévesen megvádolt kommunista, aki elszalasztja a szökés lehetőségét, és akit olyan tettek miatt zárnak ki a pártból, amelyeket nem követett el. Nem szegül szembe a párt akaratával, és elfogadja a büntetését. Ez a mű a sztálinizmus egyik első kritikája volt.)
- Makanna, otec divů, 1946. (A hamis próféta történelmi alakjának felemelkedését és bukását meséli el. A regény 1940-ben íródott, 1941-ben Pavel Vyskočil álnéven adták át egy kiadóhoz, aki Weil barátja volt, és aki később Mauthausenben halt mártírhalált. Weil a háború utáni kiadásban neki dedikálta a könyvet.
- Barvy, 1946
- Vzpomínky na Julia Fučíka, 1947
- Život s hvězdou, 1949 (Önéletrajzi vonásokkal rendelkező regény. A főszereplő (zsidó Josef Roubíček) transzportra vár, fokozatosan megfosztják minden vagyonától. Várja, hogy hívják a transzporthoz, de véletlenül lekerül a nyilvántartásból, végül fellázad és a munkás Maternával bujkál.)
- Mír, 1949
- Vězeň chillonský, 1957
- Harfeník, 1958
- Žalozpěv za 77 297 obětí, 1958, English translation Lamentation for 77,297 Victims. Prague: Karolinum Press (2021). ISBN 9788024645339.
- Na střeše je Mendelssohn, 1959 (A regényt posztumusz adták ki. A második világháború alatt játszódik a megszállt Prágában és a terezíni gettóban.)
- Hodina pravdy, hodina zkoušky, 1966
- Dřevěná lžíce, 1992 ("Fakanál"; a Moskva-hranice folytatása; (A kézirat 1937-1938-ban íródott, de Weil nem próbálta meg kiadni. Az 1960-as évek végén készült kiadásra, de a kiadást az 1968-as szovjet megszállás után leállították. Először 1970-ben adták ki Olaszországban, később szamizdatként is.)[5]

### Magyarul megjelent
- Mendelssohn a tetőn (Na střeše je Mendelssohn) – Park, Budapest 2013 · ISBN 9789635308576 · Fordította: V. Detre Zsuzsa
- Élet csillaggal (Život s hvězdou) – Park, Budapest 2015 · ISBN 9789633550854 · Fordította: Detre Zsuzsa
- Moszkva - A határ (Moskva-hranice) – Park, Budapest 2018 · ISBN 9789633554005 · Fordította: Varga György

## Fordítás
- Ez a szócikk részben vagy egészben  a   Jiří Weil című angol Wikipédia-szócikk fordításán alapul.  Az eredeti cikk szerkesztőit annak laptörténete sorolja fel. Ez a jelzés csupán a megfogalmazás eredetét és a szerzői jogokat jelzi, nem szolgál a cikkben szereplő információk forrásmegjelöléseként.